# Carmelo Bossi
Carmelo Bossi (* 15. Oktober 1939 in Mailand; † 23. März 2014 ebenda) war ein italienischer Halbmittelgewichtsboxer.

## Amateur
1959 belegte er bei der Europameisterschaft in Luzern den zweiten Platz im Weltergewicht; er verlor dort den Endkampf gegen den Polen Leszek Drogosz.
Bossi gewann dann bei den Olympischen Spielen 1960 in Rom die Silbermedaille im Halbmittelgewicht. Im Finale unterlag er dabei dem US-Amerikaner Wilbert McClure.

## Profikarriere
Erst 1961 wechselte er in das Profilager. Im Oktober 1965 wurde er italienischer Meister im Weltergewicht und verteidigte diesen Titel einmal. Europameister im Weltergewicht wurde er im Mai 1967 durch einen Punktsieg über den Franzosen Jean Josselin. Nachdem er den Titel im August gegen den Briten John Cooke verteidigen konnte, versuchte er sich im November am Weltmeistertitel im Weltergewicht. In Johannesburg traf er auf den Südafrikaner Willie Ludick, der ihn kurz vorher schon einmal besiegt hatte, und verlor auch diesen Kampf nach Punkten. Europameister blieb er nach der Titelverteidigung im Mai 1968 gegen seinen alten Gegner Jean Josselin. Im August des gleichen Jahres verlor er jedoch den Europameistertitel an den Niederländer Edwin „Fighting Mack“ Arthur nach einem KO-Schlag in der zehnten Runde. Das Vorhaben, diesen Titel zurückzuholen, scheiterte im April 1970 am Österreicher Hans Orsolics, der ihn nach Punkten besiegte.
Sein Wechsel ins Halbmittelgewicht zahlte sich schon im nächsten Kampf aus. In Monza besiegte er im Juli 1970 den US-Amerikaner Fred Little und wurde Weltmeister nach WBA- und WBC-Version. Gegen den Spanier José Hernández konnte Bossi im April 1971 seinen Titel mit einem Unentschieden verteidigen. Doch im Oktober musste er beide Gürtel an den Japaner Kōichi Wajima abgeben. Dies war der Anlass für Bossi, seine Boxkarriere zu beenden.